# Культура городищ

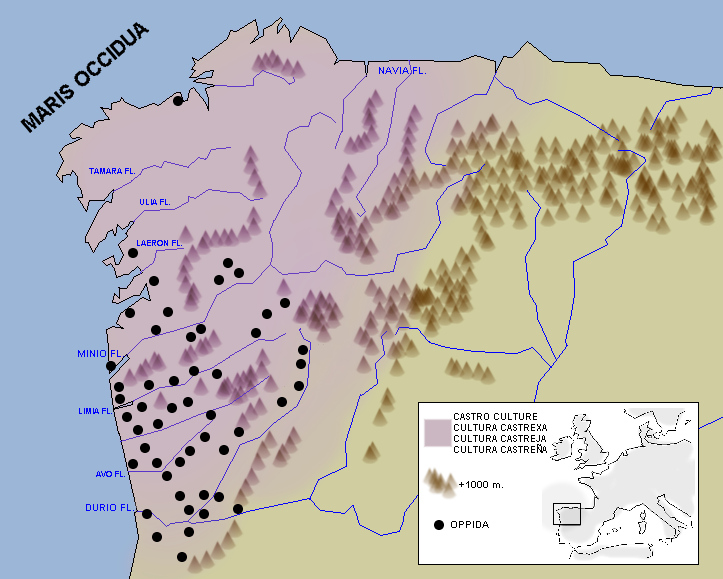
Культура городищ

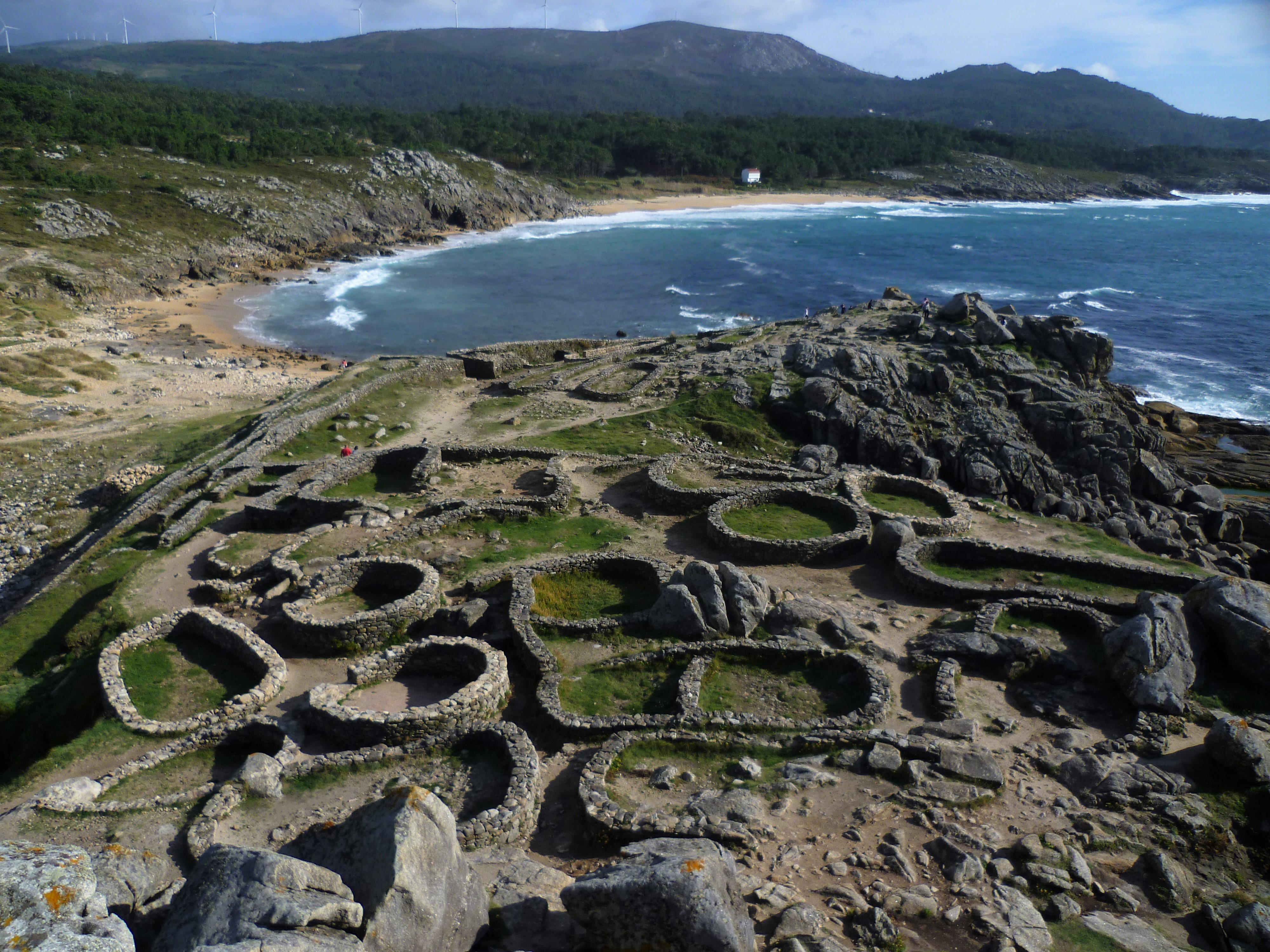
Баронське городище (Галісія)

Культура городищ (ісп. cultura castreña; порт. cultura castreja) — археологічна культура IX — I ст. до н.е. , кінця бронзової — початку залізної доби, на північному заході Піренейського півострова. Охоплювала терени сучасної Північної Португалії, Галісії, Астурії. Фіксується з кінця бронзового віку до початку панування римської культури. Традиційно асоціюється з кельтами-галлеками, інколи пов'язується із докельтськими індоєвропейцями півострова — лузітанами. Названа за характерними укріпленими городищами (кастрами, castros), особливо великі з яких площею 20-50 га були містами (cividades, citânias). Типовими будівлями у межах городищ були круглі у фундаменті кам'яні хати. Найбільше скупчення пам'яток розташоване у Північній Португалії, в долині річки Аве — Багунте, Террошу, Брітейруш, Санфінш. Постала внаслідок катастрофи бронзової доби. На ранніх етапах існувала в межиріччі Дору й Міню, звідки поширилася на північ і схід, вздовж узбережжя Атлантики. Східна межа — річка Карес, південна – басейн нижнього Дору. Припинила існування після римського завоювання Іспанії. Більшість городищ занепала, невелика частина була перетворена на культові місця. Також — культура кастрів, культура кастро.

## Галерея

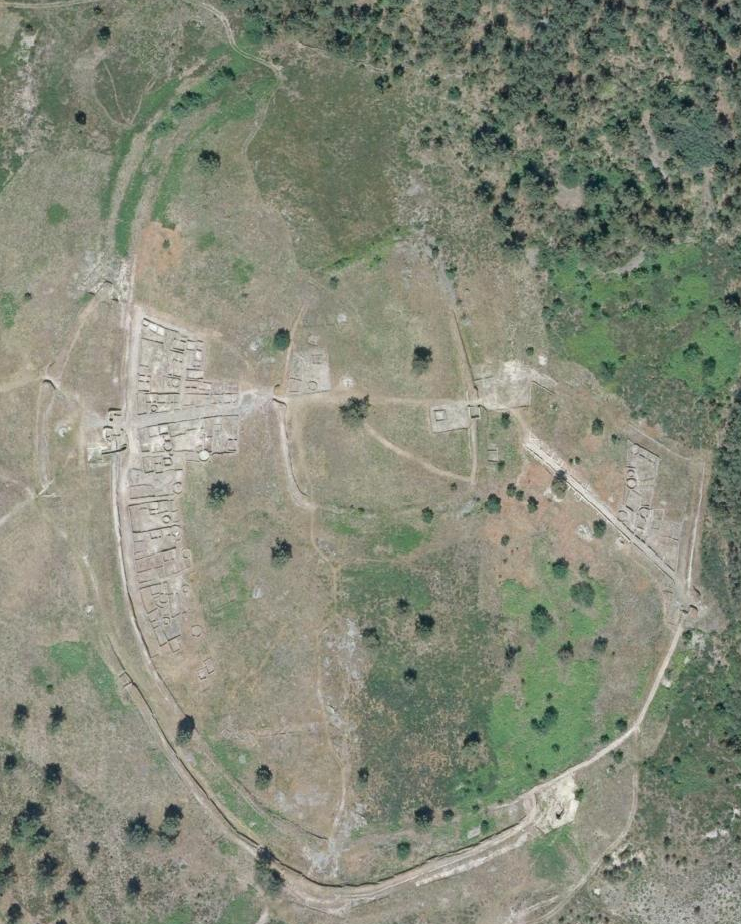
Городище Сан-Сібрао (Галісія)
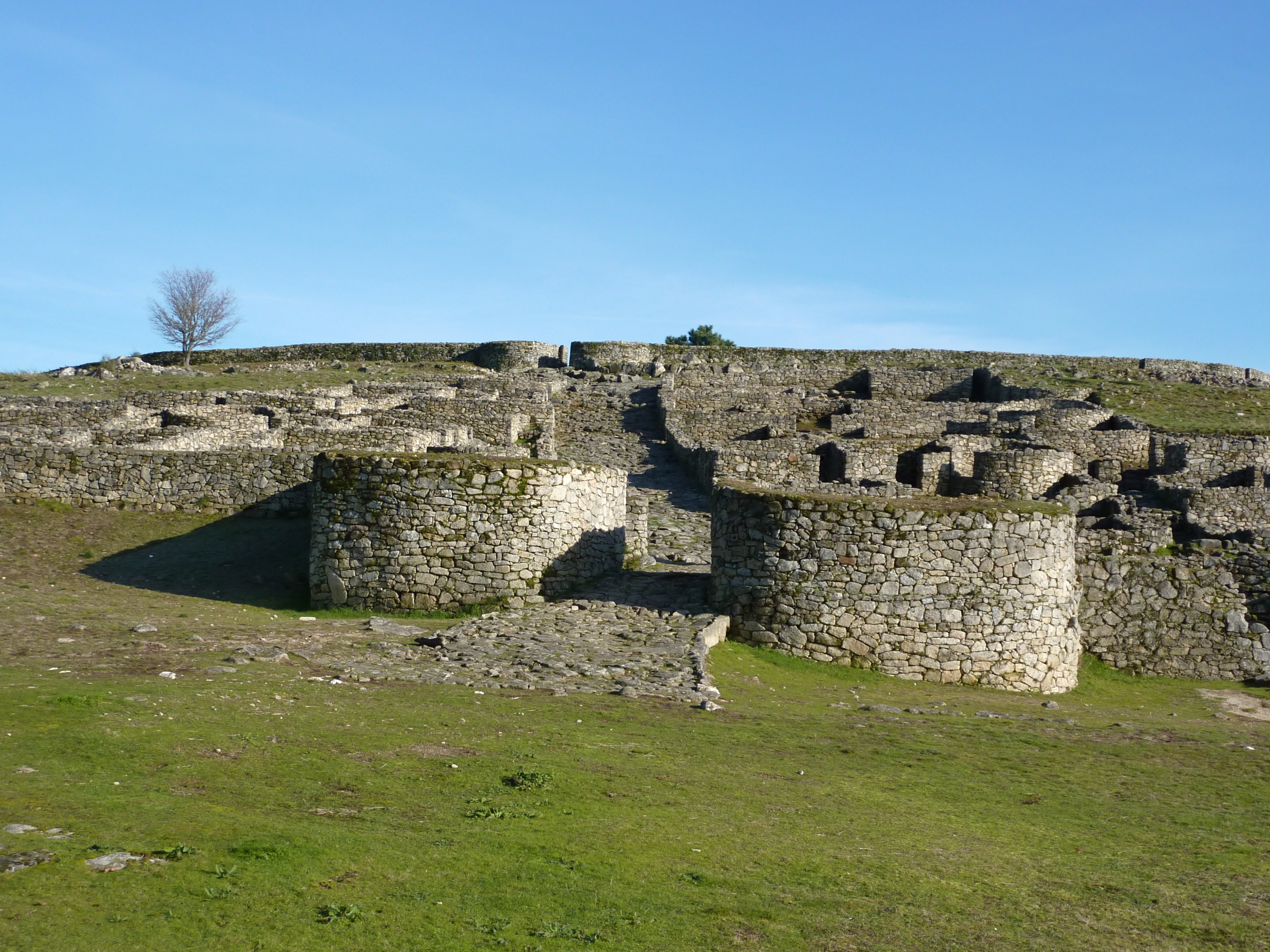
Городище Сан-Сібрао (Галісія)
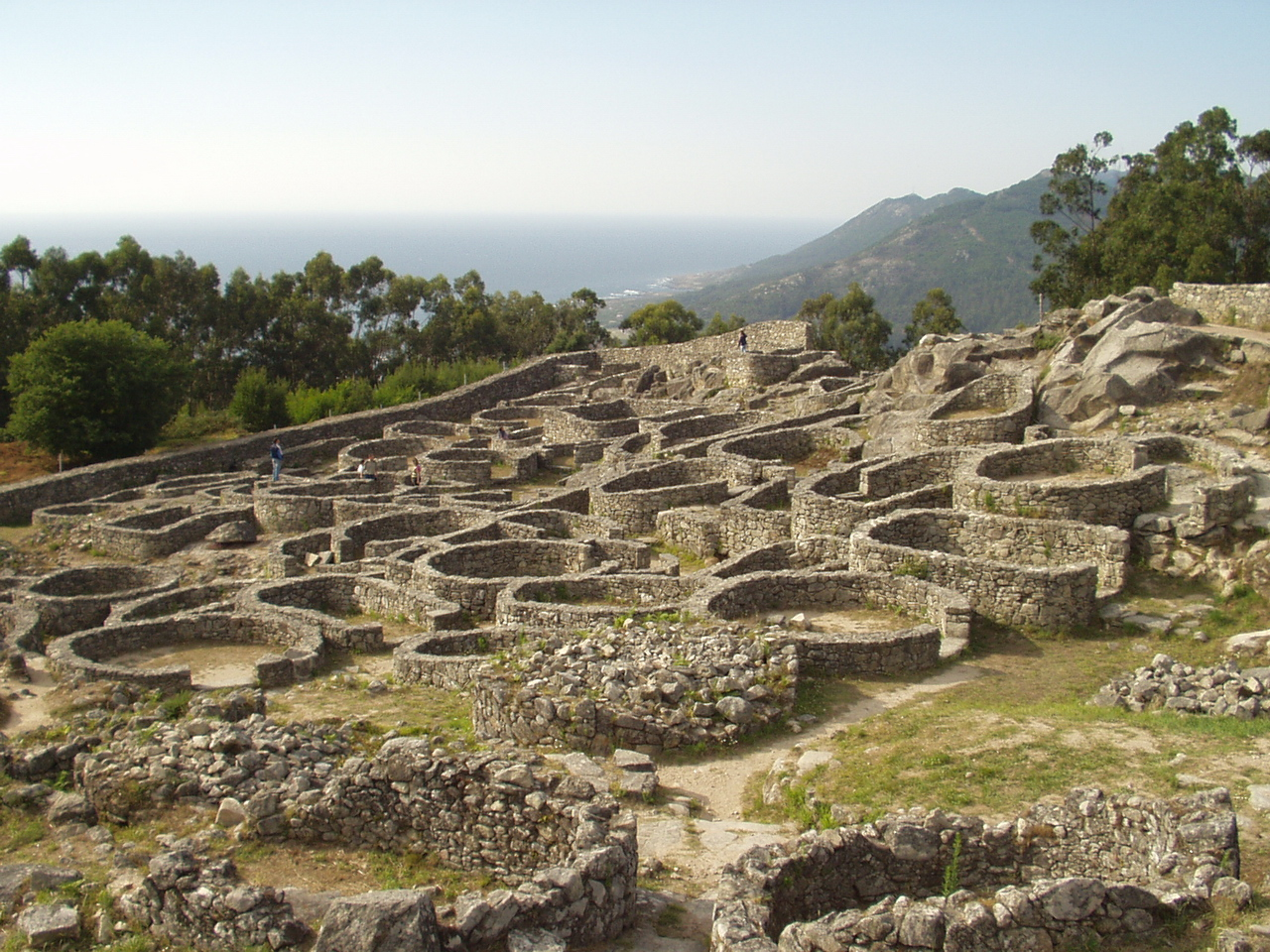
Городище Санта-Тегра (Галісія)
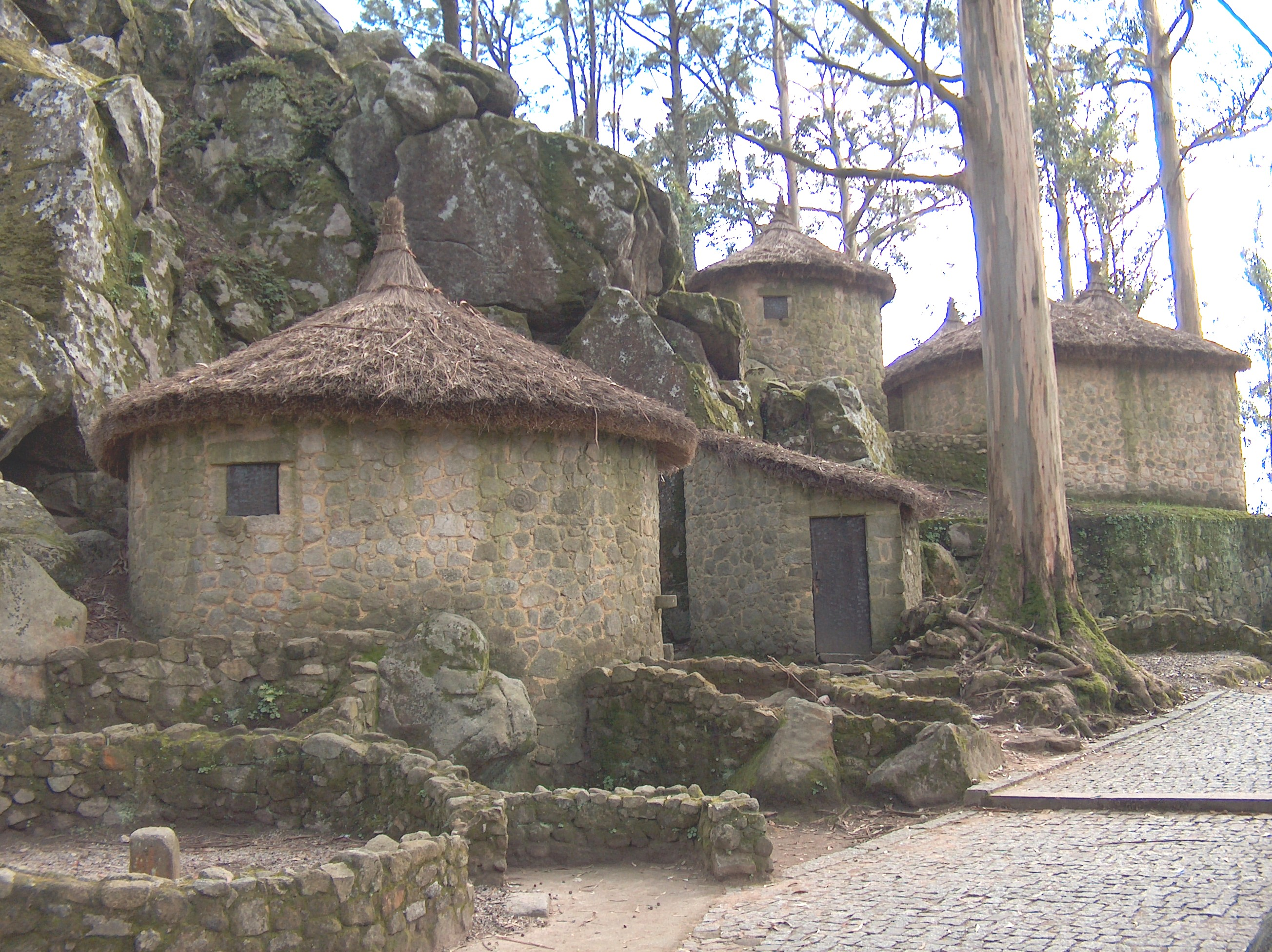
Будинки. Ешпозенде (Португалія)
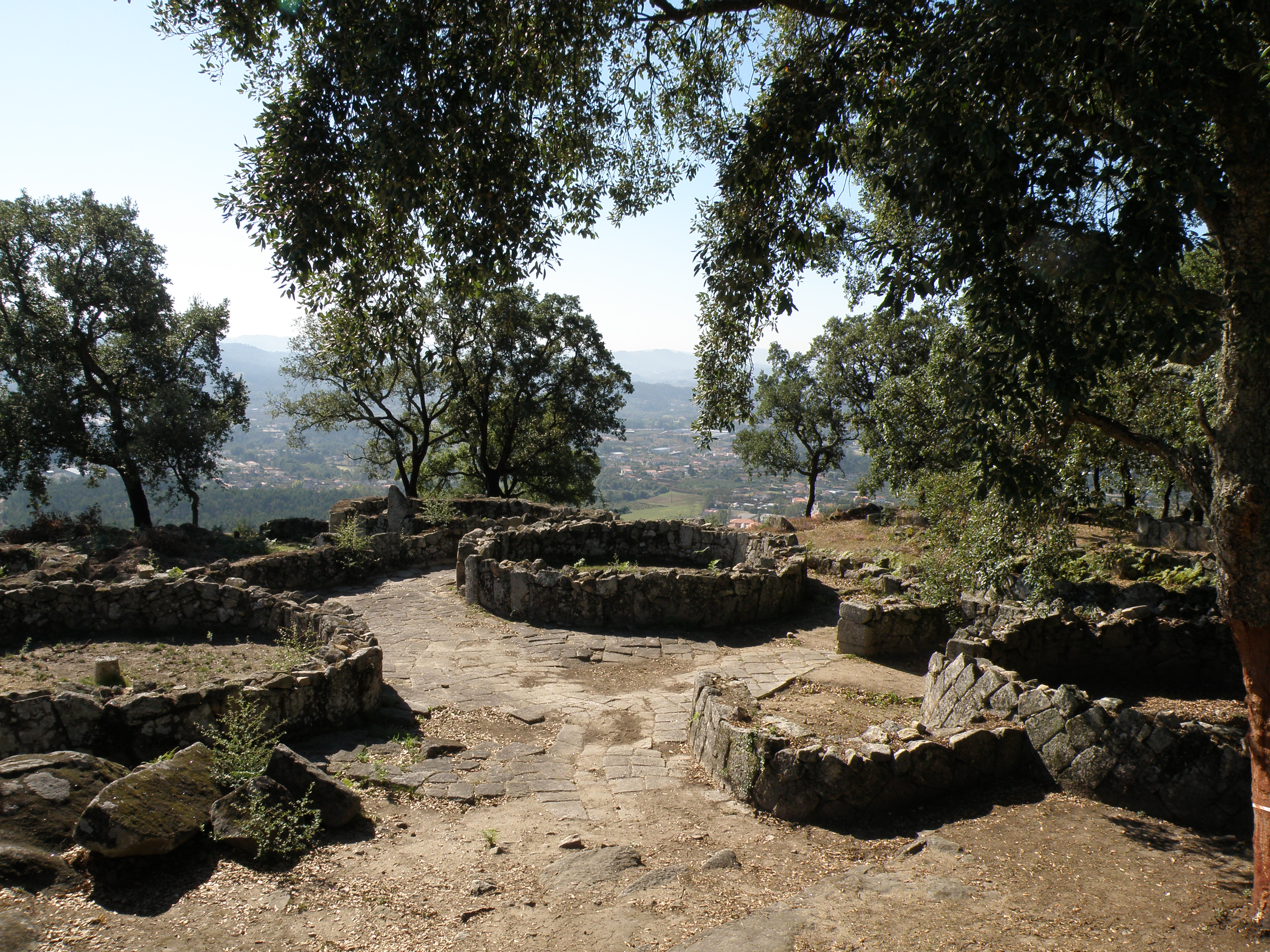
Фундаменти будинків. Городище Брітейруша (Португалія)
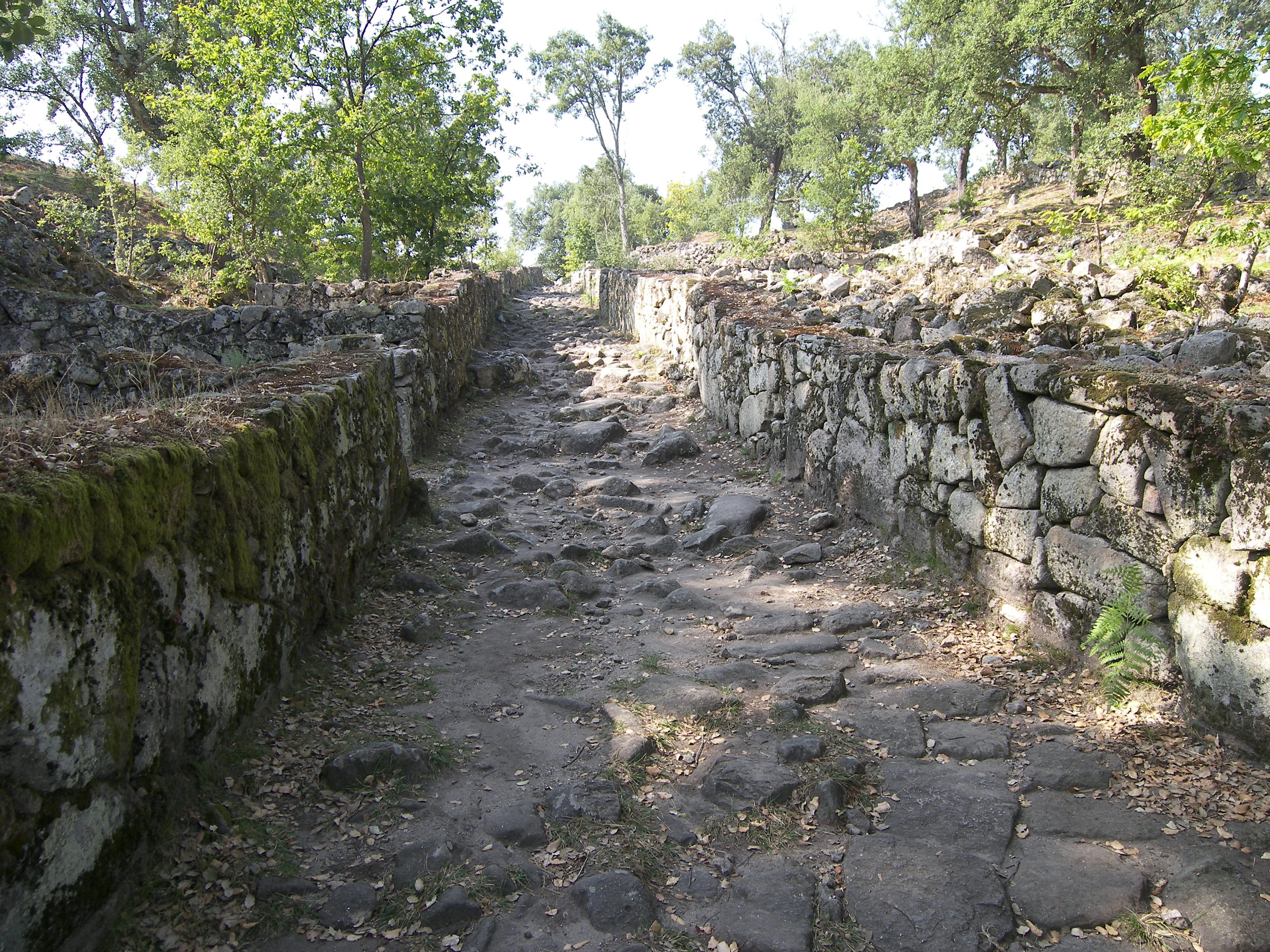
Мощена вулиця. Городище Брітейруша (Португалія)
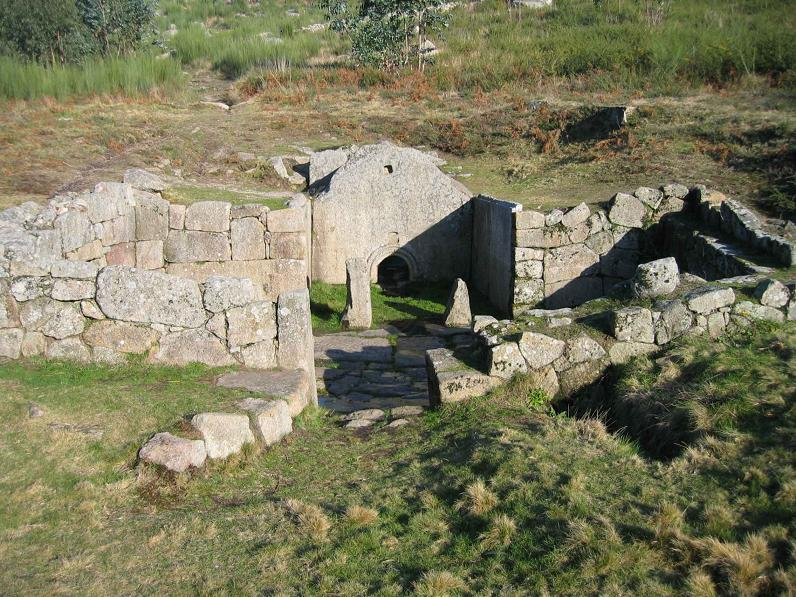
Лазні. Городище Санфінш (Португалія)
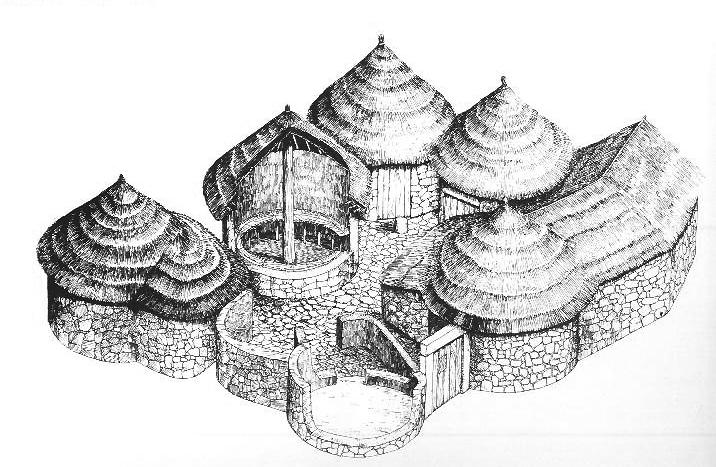
Господарський комплекс. Террошу (Португалія)
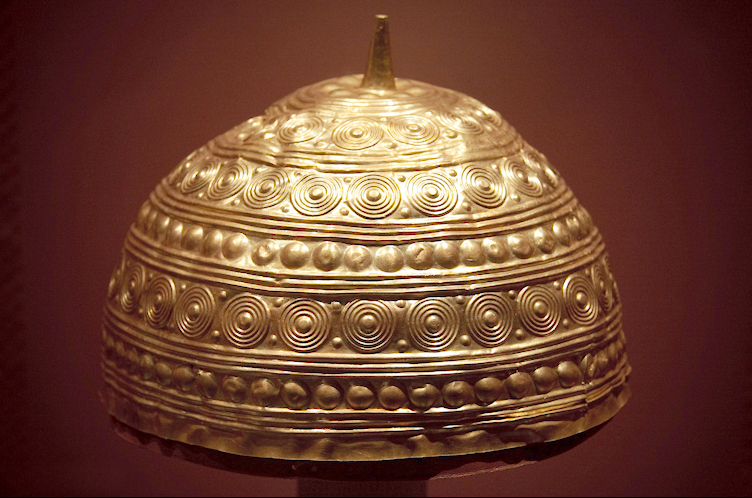
Шолом (Галісія)
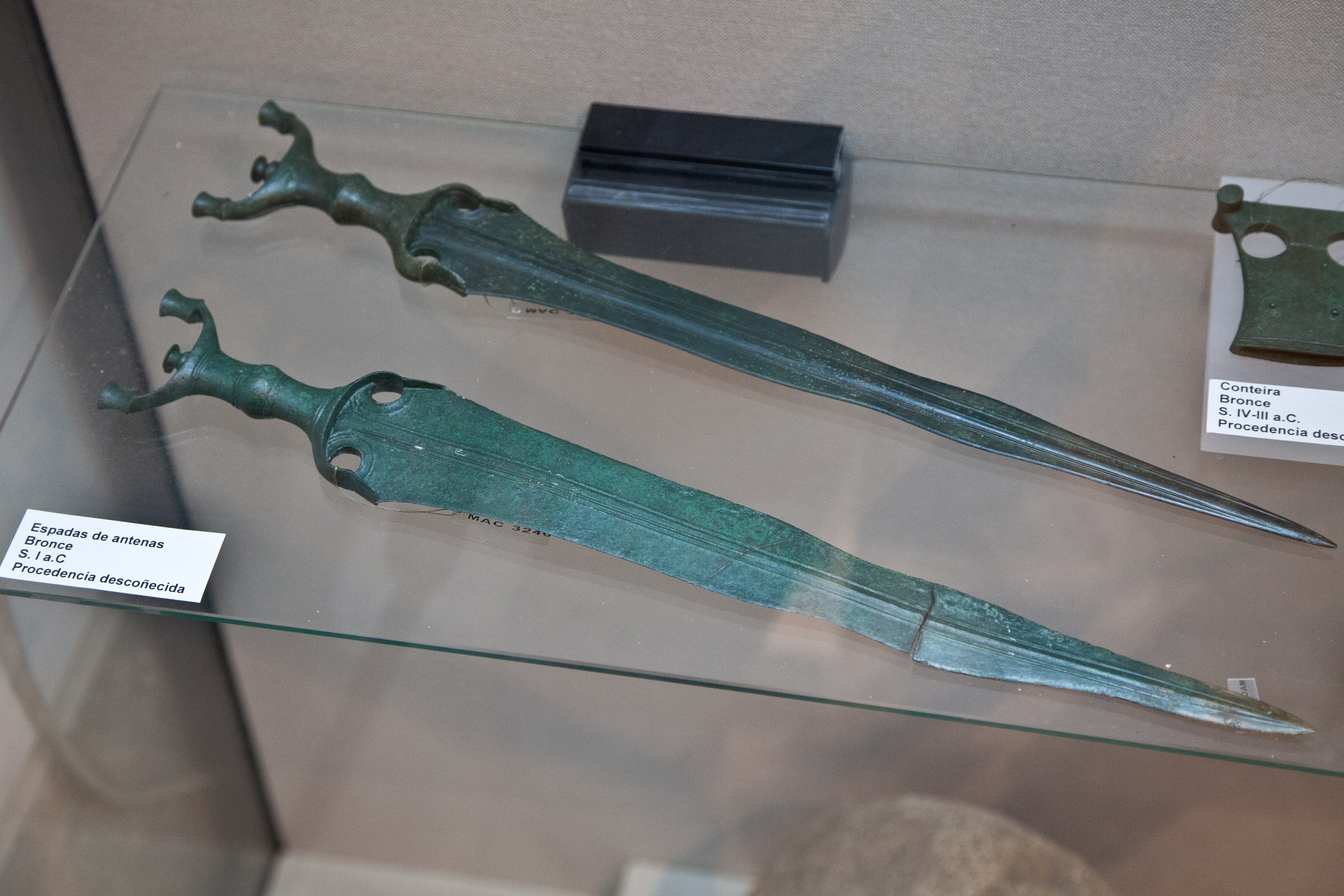
Бронзові мечі (Галісія)
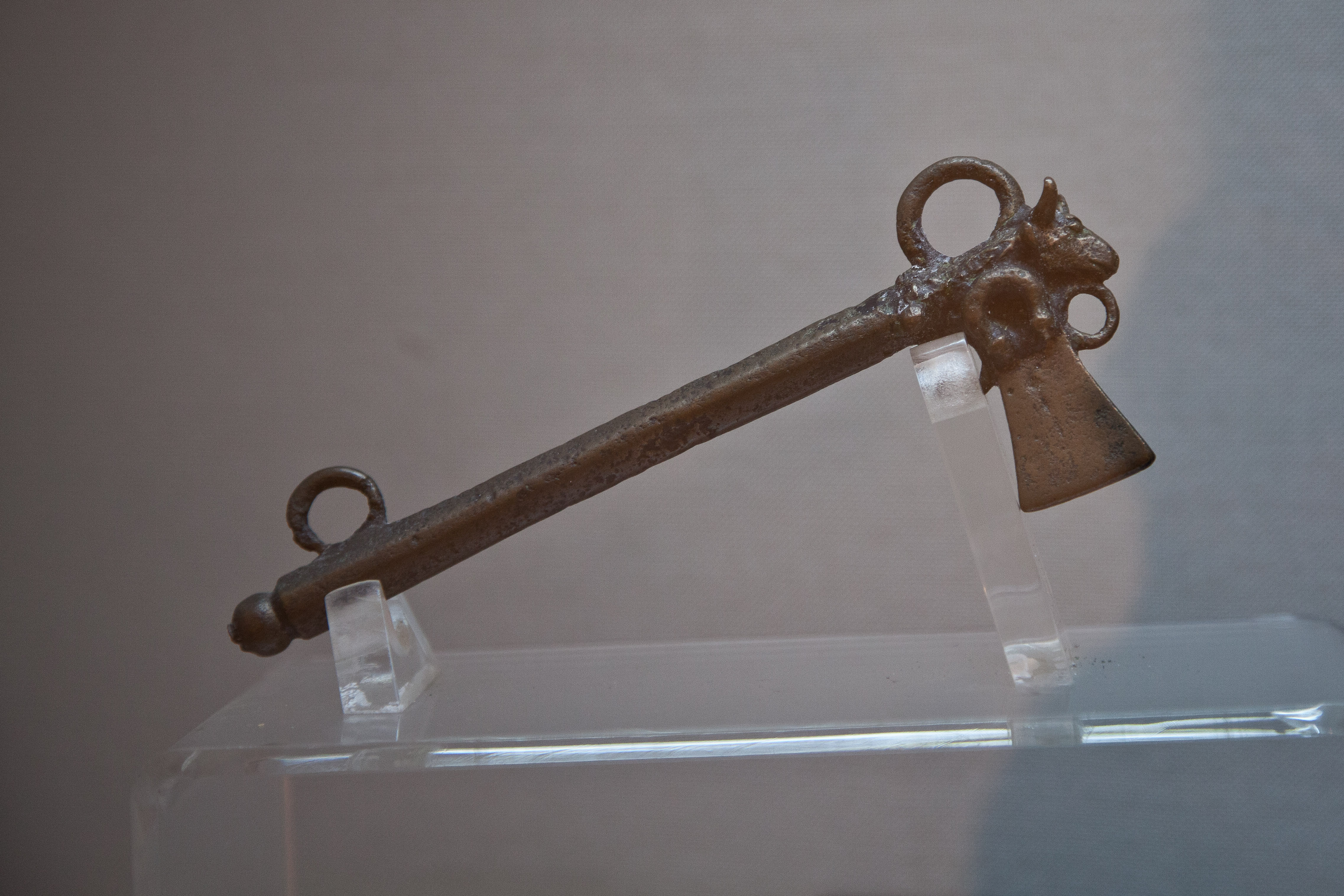
Ритуальна сокира (Галісія)
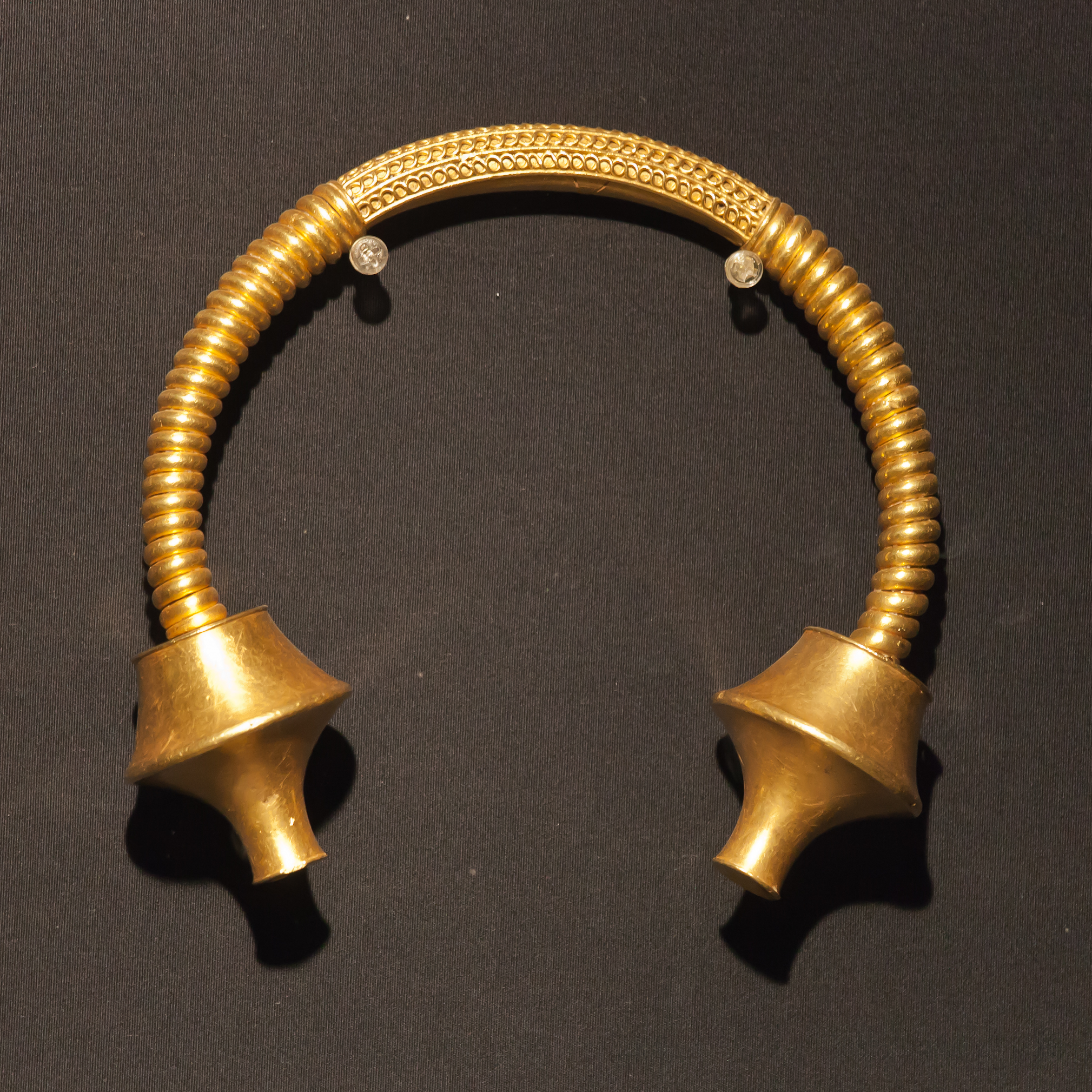
Гривна. Луго (Галісія)
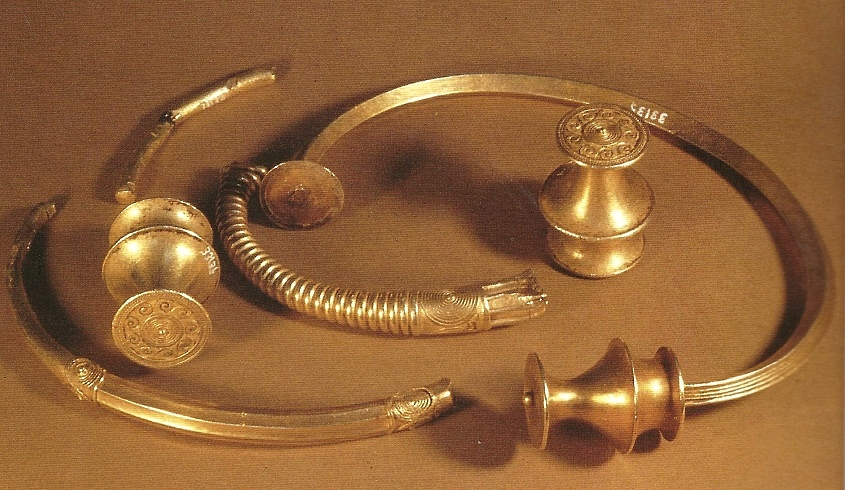
Гривни. Кангас-де-Оніс (Астурія)
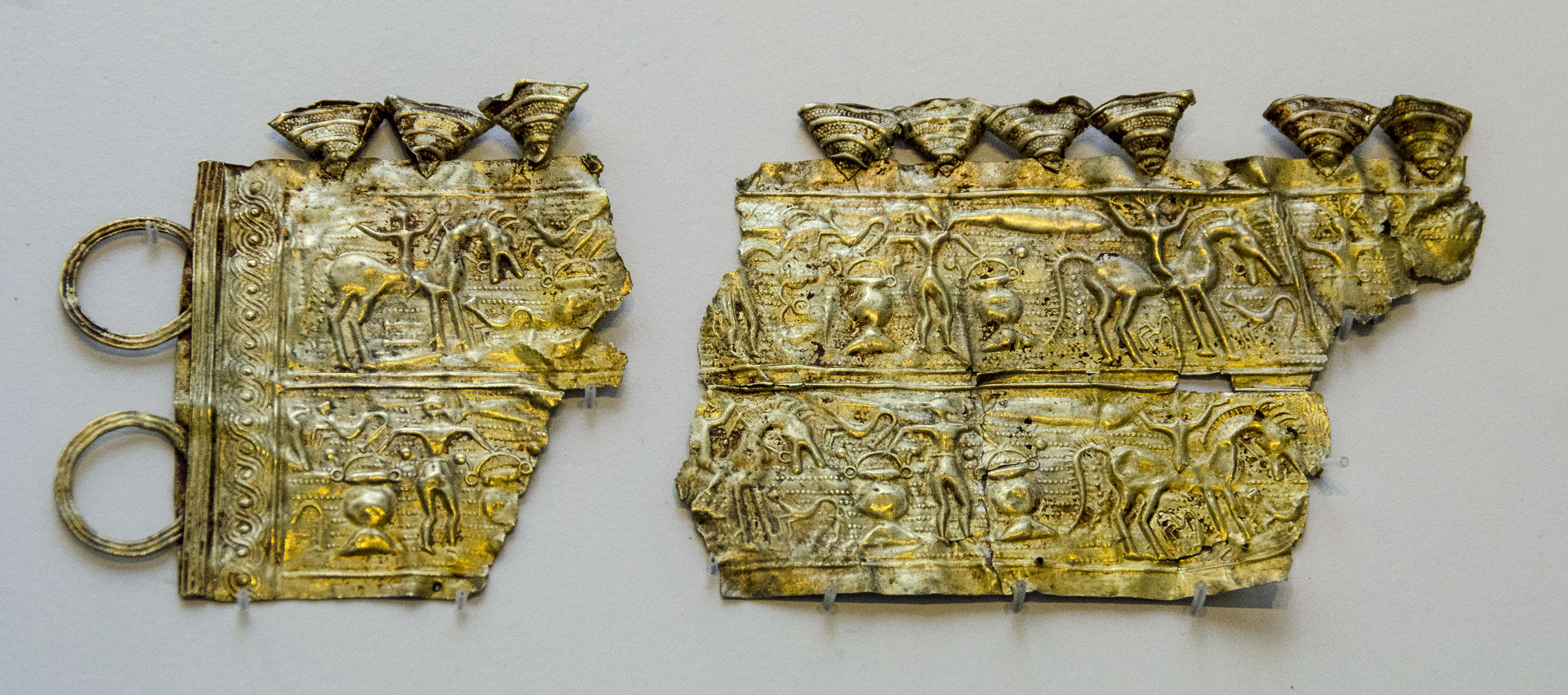
Діадема (Астурія)
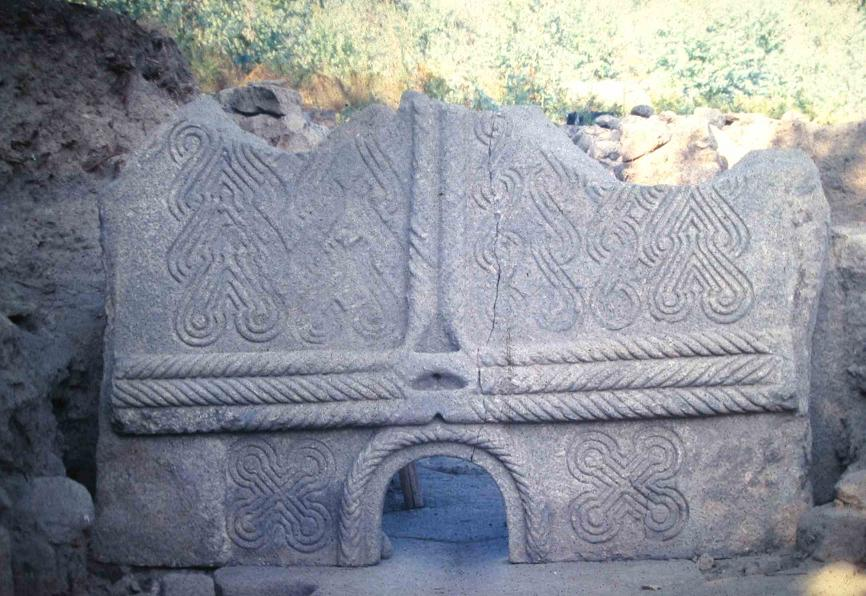
Поховання. Ейраш (Португалія)
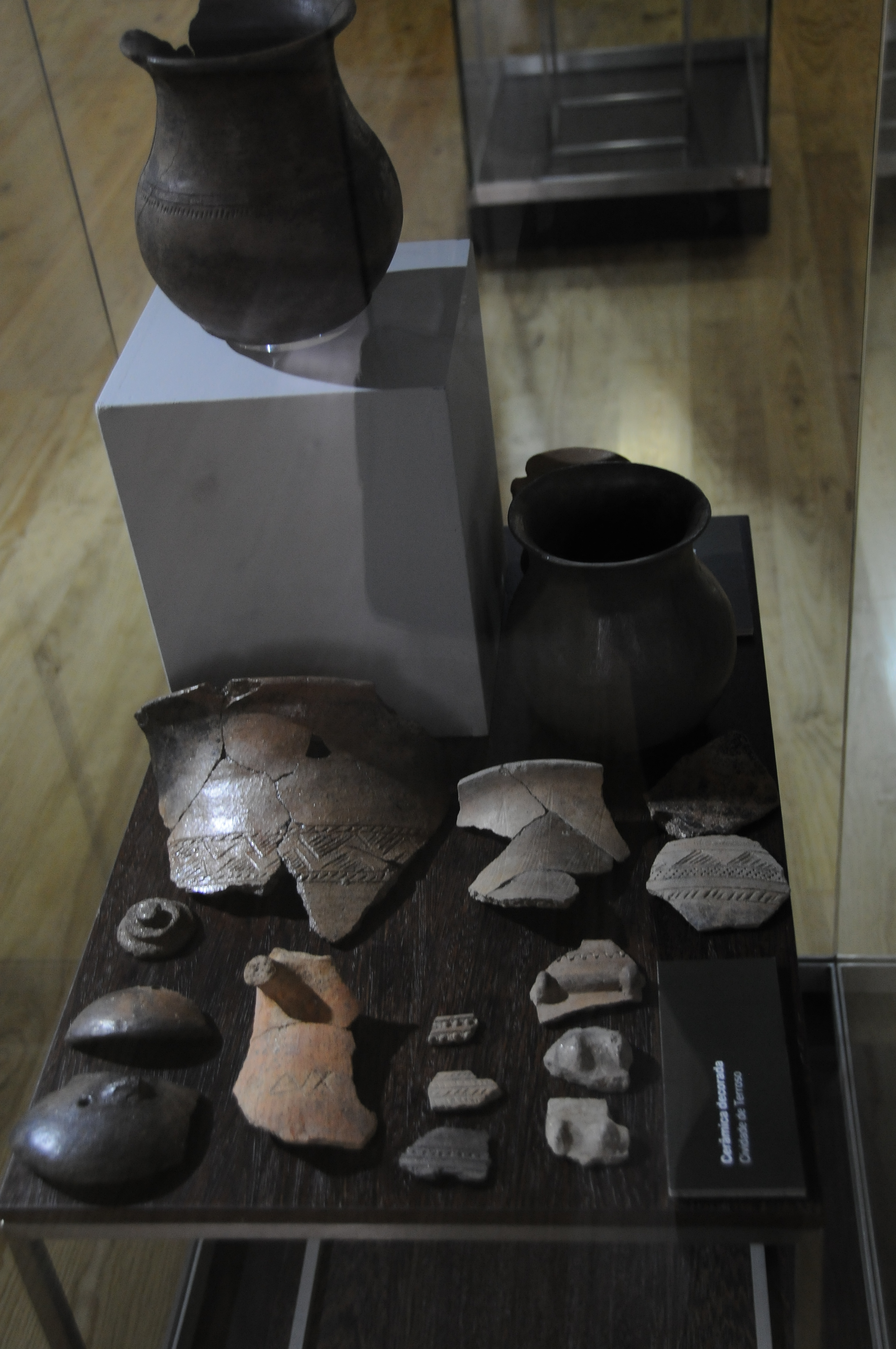
Кераміка. Городище Террошу